# Монте ди Незе
Монте ди Незе је насеље у Италији у округу Бергамо, региону Ломбардија.
Према процени из 2011. у насељу је живело 372 становника. Насеље се налази на надморској висини од 784 м.